# Papa's
Papa's é a mais antiga cadeia familiar de lojas de peixe e fritas, fundada em 1966, pelo Mr. Papas. A família está atualmente em sua terceira geração e ainda opera os negócios.
Em 2015, a família abriu seu maior restaurante até o momento, um restaurante e com 320 lugares, que era a maior loja de peixe e fritas do mundo, em Willerby, no East Riding of Yorkshire. Em agosto de 2016, eles anunciaram a expansão para Hull com a conversão da casa pública Swiss Cottage em um restaurante para 250 pessoas.
O Papa's competiu contra outras grandes lojas de peixe e fritas em 2017 para ganhar um concurso da BBC, The Best of British Takeaways. Nesta competição, eles foram premiados como os melhores peixes e fritas da Grã-Bretanha.
O Cleethorpes Pier foi comprado pela Papa's por um valor não revelado em dezembro de 2016. O restaurante Papa's Cleethorpes é atualmente a maior loja de peixe e fritas do mundo, com mais de 500 lugares.[carece de fontes?]